# Gazda László
Gazda László (Zágon, 1933. szeptember 30. – Sepsiszentgyörgy, 2007. szeptember 10.) romániai magyar geográfus, helytörténész, néprajzos, földrajztanár. Gazda József szociográfus és Gazda Klára muzeológus bátyja.

## Életpályája
Gazda László 1933. szeptember 30-án született Zágonban. Édesapja, Gazda József és édesanyja, Benedek Klára előbb Nagyborosnyón, majd Sepsiszentgyörgyön voltak tisztviselők. László volt a család első gyermeke; testvérei Gazda József és Gazda Klára.
1952-ben érettségizett az akkor Fiúlíceumnak nevezett Székely Mikó Kollégiumban. Egyetemi tanulmányait a Bolyai Tudományegyetem földrajz-geológia szakán végezte, ahol tanárai voltak, például: Tulogdy János, Molnár Jenő, Török János és Grigercsik Jenő.
Tanári pályáját 1956-ban a Baróti Líceumban kezdte, 1960-1961-ben a sepsiszentgyörgyi szövetkezeti iskolában nevelő, 1961-1974 között általános iskolai tanár volt. 1974-től 1995-ös nyugdíjazásáig az előbb 2-es számú, majd Mikes Kelemen Líceumban tanított.
Baróton töltött évei alatt az Erdővidéki-medence gazdasági és természeti földrajzát kutatta. Sepsiszentgyörgyön az Olt Textilüzemről (eredetileg Klinger textilüzem) írt monográfiát. Az 1970-es évektől szervezett kutatóutakat a Csángóföldre.
Az 1950-es években az ő kezdeményezésére jött létre a Romániai Földrajzi Társaság rajoni, majd megyei fiókja létrehozását, melynek elnöke tisztét haláláig betöltötte.
Tagja volt a sepsiszentgyörgyi Visky Árpád amatőr színjátszókörnek.
Halálának évében, 2007-ben Sepsiszentgyörgy városa Pro Urbe-díjjal ismeri el fél évszázados oktatói, tudományszervezői, közművelődési és tudományos munkásságát.

## Munkái
Első közleménye a Babeș–Bolyai Tudományegyetem 1956. évi Évkönyvében jelent meg Adatok Sepsi rajon történeti földrajzához címmel. A továbbiakban különböző szakfolyóiratokban számtalan tanulmányt publikált.
- Gazda László: Moldvai magyar vonatkozású települések történeti tára 1-3 köt. (Csángómagyar falvak), Budapest: Nap Kiadó, 2009-2011, ISBN 9789639658462